# Kryzysy bliźniacze
Kryzysy bliźniacze – zjawisko jednoczesnego występowania kryzysu walutowego i kryzysu bankowego. Występuje to w sytuacji, w której krótkookresowe zadłużenie całego systemu danego kraju w walutach zagranicznych przekracza krajowe zasoby walut, co prowadzi do równoległego wystąpienia kryzysu bankowego i walutowego.
Zdaniem autorów tej koncepcji zagrożenie takie powstaje szczególnie wtedy, gdy występują dwie okoliczności:
- niedopasowanie walutowe, polegające na tym, że waluta krajowa nie może być używana do zaciągania zobowiązań za granicą,
- gdy ze względu na uwarunkowania prawne lub strukturalne wśród banków i innych instytucji finansowych działających w danym kraju powszechnie występuje pokusa nadużycia.